# نوباتيا
نوباتيا (بالإغريقية: Νοβαδἰα، وتنطق نوباديا) هي مملكة إفريقية مسيحية قديمة قامت في منطقة النوبة السفلى، ثم صارت لاحقًا جزءًا من مملكة نوبية أكبر هي مملكة مقرة. تسمى هذه المملكة في الكتابات التأريخية العربية بمملكة المريس.